# Symmachia rosanti
Espèce
Symmachia rosanti est un insecte lépidoptère appartenant à la famille  des Riodinidae et au genre Symmachia.

## Taxonomie
Symmachia rosanti a été décrit par Jean-Yves Gallard en 2010.

## Description
Symmachia rosanti est un papillon à abdomen roux annelé de noir. Le mâle présente un dessus marron foncé devenant cuivré dans l'aire discale tacheté de points noirs. Le revers est plus clair, les points marron laissant entre eux des espaces ocre.
La femelle a un dessus marron tacheté d'ocre. Le revers est plus clair avec une ligne submarginale de grosses taches marron bien marquées.

## Écologie et distribution
Symmachia rosanti a été trouvé en Guyane.

### Protection
Pas de statut de protection particulier.